# 낭만자객
"낭만자객"은 2003년 대한민국의 영화이다.

## 줄거리
조선시대, 돈을 위해서라면 인정사정 가리지 않고 살생을 하는 엄청난 자객들이 있었으니...그러나 소문과 달리 이들의 수장은 무공의 '武'자도 모르고 일 부풀리기에 능한 얼빵한 자객단. 어느 날 모처럼 큰 건으로 인질을 끌고 가던 이들은 숲 속에서 그만 길을 잃는데...
왜 맞냐면 웃지요... 저잣거리가 사모한 코믹 영웅
때는 1636년 (인조 14년) 병자호란 직후. 청나라는 조선에 군대를 주둔 시키며 '주청공사관'을 통해 내정 간섭을 시작했고, 백성들은 정치적 경제적 혼란 속에서 억압과 고통의 날을 보내야만 했다. 이런 혼란한 시기에 천지도 모르고 날뛰는 놈들이 있었으니, 가는 곳마다 피 바람을 일으키고, 인정보다 돈 몇 푼에 매달리는 파렴치한 녀석들... 허나 소문의 진상은 전혀 파악할 길이 없으니, 저잣거리는 이들을 가리켜 '낭만자객'이라 불렀다. 

'풍기문란' - "천하를 뒤흔들 황당한 놈들이 떴다!".
조선 시대, 돈을 위해서라면 인정사정 가리지 않고 살생을 하는 엄청난 자객들이 있으니... 그러나, 소문과 달리 이들의 수장은 무공의 '무'자도 모르고 작업을 맡으면 사고만 치는 얼빵한 자객단이다. 어느 날, 모처럼 큰 건으로 인질을 끌고 가던 이들은 길을 잃고 숲 속 흉가에서 하룻밤을 보내게 되는데.

'사면초가' - "순간의 실수가 골 때리는 상황을 부른다!".
알고 보니 이 흉가는 한 맺힌 처녀귀신들이 사는 흉가였으니... 얼떨결에 흉가에 들어간 자객들은 귀신들의 한이 담긴 999 방울의 눈물 병을 술병으로 착각해 마셔버리는 엄청난 실수를 범한다. 이로 인해 천도를 못하게 된 귀신들은 자신들을 죽게 만든 사람들에게 복수를 하면 된다는 사실을 알게 되고 급기야 겁먹은 자객들을 협박하기 시작하는데... 

'명약관화' - "이도저도 안 될 때는 일단 저지르고 본다!".
자객들, 졸지에 천도를 위한 귀신들의 한 풀이에 나서게 되었으니... 그러나 복수 대상을 알고 보니 막강한 권세를 가지고 있는 청나라 최고의 자객 사룡이다. 고민 끝에 일단 무작정 달려들지만 무술을 할 줄 모르는 이들의 결과는 불을 보듯 자명했고 어리버리한 이들의 행각에 답답한 귀신들은 급기야 영혼 권법을 전수하는데.

## 출연진

### 주연
- 김민종 : 요이 역 - 자객
- 최성국 : 예랑 역 - 자객
- 진재영 :  향이 역 - 처녀귀신
- 신이 : 신 역 - 처녀귀신
- 황신정 : 페이페이 역

### 단역
- 강성필 : 박수무당 역
- 이매리 : 미선 역
- 주명철 : 용 역 - 자객
- 진구 : 각 역 - 자객
- 김흥수 : 산 역 - 자객
- 최시연 : 비 역 - 처녀귀신
- 우진 : 풍 역 - 처녀귀신
- 신정선 : 초 역 - 처녀귀신
- 임세호 : 호표 역
- 박현 : 퇴마사 역
- 채성진 : 사룡 역
- 전국환 : 청대사 역
- 윤한용 : 심사관 역
- 이봉준 : 궁예 역
- 허기효 : 김대감 역
- 허태구 : 나무꾼 역
- 김태곤 : 사당병사 역
- 강재섭 : 호표부하1 역
- 최영훈 : 호표부하2 역
- 최문환 : 특실자객1 역
- 고현용 : 특실자객2 역
- 김미미 : 특실여인1 역
- 고주연 : 달래 역

### 우정출연
- 임창정 : 갑옷귀신 역
- 조정린 : 정린공주 역

### 관객수
- 서울 292,190 명(2003년 한국영화흥행순위 21위)
- 전국 940,134 명

※ 출처- KOBIS 영화관 입장권 통합 전산망